# Sylvie Hubac
Sylvie Hubac (* 7. März 1956 in Tunis, Französisches Protektorat Tunesien) ist eine französische Politikfunktionärin. Zwischen Mai 2012 und Dezember 2014 war sie Stabschefin des französischen Staatspräsidenten François Hollande und seine Persönliche Repräsentantin in dessen Funktion als Kofürst von Andorra.

## Werdegang
Am 20. März 1956, zwei Wochen nach Hubacs Geburt, erlangte das französische Protektorat Tunesien als Tunesien die Unabhängigkeit von Frankreich. Hubac wuchs in Karthago, einem Vorort von Tunis, unter der säkularistischen Regierung Bourguibas auf. Sie besuchte das Gymnasium in La Marsa.
In Frankreich erwarb sie Abschlüsse am Institut d’études politiques de Paris, am Institut national des langues et civilisations orientales, wie auch den Grad einer Lizentiatin der Rechtswissenschaft. Sie graduierte im Jahr 1980 zusammen mit François Hollande an der École nationale d’administration (ENA). Sie ist eine der fünf „Enarchen“ (ENA-Absolventen), die Hollande in seinen Mitarbeiterstab berief.
Als Staatsrätin hatte Hubac folgende Ämter inne:
- 1980–1988: Auditorin, dann Maître des requêtes im Conseil d’État
- 1988–1991: Technische Beraterin im Kabinett Michel Rocard (1988–1991)
- 1992–1993: Stellvertretende Direktorin im Kabinett des Kultusministers Jack Lang (1992–1993)
- 1993–1996: Erste Rätin an der französischen Botschaft in Spanien
- 1996–1998: Regierungskommissarin (öffentliche Berichterstatterin) bei der juristischen Sektion des Conseil d’État
- 1998–2000: Generaldirektorin der Dienste in der Region Île-de-France
- 2000–2004: Nationaldirektorin des Direktoriums Musik, Tanz, Theater und Schauspiel im Kultusministerium
- 2004–2012: Präsidentin der fünften Unterteilung der juristischen Sektion des Conseil d’État
- 2004–2012: Präsidentin der Commission de classification des œuvres cinématographiques[5]
- 2010–2012: Präsidentin des Conseil supérieur de la propriété littéraire et artistique[6][7]

Am 21. Mai 2012 unterschrieb Hollande ein Dekret, mit dem er sie zu seiner Persönlichen Repräsentantin für Andorra, wo Hollande als Staatspräsident ex officio Kofürst ist, ernannte. Das Dekret übertrug Hubac alle Befugnisse des französischen Kofürsten, die nicht zwingend von ihm selbst ausgeübt werden müssen. Weiterhin ermächtigte das Dekret Hubac im Auftrag Hollandes an den Verhandlungen internationaler Verträge auf Seiten Andorras teilzunehmen.

## Ehrungen
- Mitglied der Ehrenlegion (2012: Offizier, 2017: Kommandeur)[8]
- Ordre national du Mérite (1998: Ritter, 2008: Offizier)[9]
- Ordre des Arts et des Lettres (Komtur)

## Privatleben
1983 heiratete sie den Staatsrat Philippe Crouzet, der seit 2009 Vorstandsvorsitzender von Vallourec ist.